# Apărarea Philidor
Apărarea Philidor este o deschidere de șah care începe cu mutările:
1. e4 e5
2. Cf3 d6
Deschiderea poartă numele celebrului șahist francez François-André Danican Philidor, care a propus-o ca o alternativă la obișnuitul 2. . . Cc6.
În prezent, Apărarea Philidor este sigură, dar pasivă pentru negru. Este considerată o bună deschidere defensivă pentru jucătorii amatori care caută o alternativă mai ușor de înțeles și cu urmări mai puțin complexe decât alte deschideri, cum ar fi apărarea franceză.
Codul Enciclopediei deschiderilor de șah pentru apărarea Philidor este C41.

## Utilizare
Apărarea Philidor a fost utilizată într-una dintre cele mai cunoscute partide jucate vreodată, „Jocul de la Operă”, jucat în 1858 între maestrul american de șah Paul Morphy și doi amatori puternici, nobilul german ducele Karl de Brunswick și aristocratul francez contele Isouard.
Apărarea Philidor a scăzut în popularitate și a dispărut aproape complet din șahul profesionist până la începutul primului război mondial.

## Linia principală: 3.d4
Cea mai populară replică pentru alb este 3.d4.